# Менора (памятник)
Памятник «Менора» (дословно — «светильник») — памятник, посвящённый убийству мирных еврейских граждан в Бабьем Яру в годы Второй мировой войны. Установлен 29 сентября 1991 года, в 50-летнюю годовщину первого массового расстрела евреев. От бывшей конторы еврейского кладбища к памятнику проложена вымощенная плиткой «Дорога скорби». Надписи на камнях — слева на иврите, справа на украинском: «Голос крові брата твого волає до мене з землі» («Голос крови брата твоего вопиет ко мне из земли»).
Данный небольшой памятник является очень значимым шагом в увековечении памяти убитых. Многие десятилетия в СССР замалчивался тот факт, что в Бабьем Яру абсолютное большинство убитых были евреями. Упоминания о евреях или еврейская символика скрывались и искоренялись. Возможность установить памятник появилась на Украине только после распада СССР.
В январе 2001 года памятник посетил президент Израиля Моше Кацав и посодействовал установлению мемориальной плиты. Плита сразу привлекла внимание вандалов-антисемитов, которые периодически совершали надругательства над памятью убитых евреев. Плита многократно разбивалась, а памятник обливали краской. Памятник «Менора» не находится на балансе ни одной из городских организаций.

## Акты антисемитизма
1. 17 июля 2006 года табличка перед мемориалом была разбита[3]
2. 17 февраля 2007 года табличка перед мемориалом была разбита. Вандалы были задержаны и рассказали, что действовали из соображений антисемитизма[4].
3. 22 февраля 2007 года табличка перед мемориалом была разбита[5]
4. В ночь на 17 июля 2014 года мемориал был разрушен с нескольких сторон[6].
5. Накануне еврейского Нового года и годовщины массовых расстрелов евреев в Бабьем Яру[7] 23 сентября 2014 года на памятном камне возле «Меноры» нарисовали нацистскую свастику[8].
6. 17 ноября 2014 года памятник был осквернён свастикой[9].
7. Ночью с 12 на 13 января 2015 года на мемориале нарисовали свастики[10].
8. Утром 30 января 2015 года на мемориале нарисовали серной краской свастики[10].
9. В начале июля 2015 года памятный знак был облит жидкостью неизвестного происхождения[10].
10. 6 сентября 2015 года на камне у подножия памятника нарисовали свастику[10].
11. 13 сентября 2015 года, накануне праздника Рош а-Шана (еврейского Нового года), между 2 и 3 часами ночи мемориал обложили покрышками, облили горючей смесью и подожгли[10].
12. 8 марта 2016 года венок, возложенный к памятнику днём ранее министром юстиции Израиля, был той же ночью сожжён[11].
13. 5 мая 2016 года на День памяти Катастрофы и героизма европейского еврейства группа неизвестных сожгла флаг Израиля возле памятника «Менора»[12].